# Подзетто, Ренато
Ренато Подзетто (итал. Renato Pozzetto; род. 14 июля 1940) — известный итальянский киноактёр комедийного жанра, комик.

## Биография
Родился 14 июля 1940 года в городе Лавено-Момбелло (провинция Варезе), в рабочей семье. Свое детство и юность Ренато провел в городе Джемонио. Закончил технический вуз по специальности «геодезист». Получив образование, впервые начал выступать на сцене в кабаре в Милане.
В 1964 году Ренато создает комедийный дуэт с актером-комиком Аурелио «Кокки» Понцони, дебютируя в комедии «Остерський гусь», который со временем стал называться «Кокки и Ренато». Дуэту приходится работать с такими известными итальянскими комедийными актерами, как Энцо Янначчи, Феличе Андреази, Бруно Лаудзи, Лино Тоффоло.
На конец 60-х комедийный дуэт «Кокки и Ренато» стремительно достигает огромной популярности в Италии, находя армию поклонников. Трансляция их телеспектаклей «Воскресные персонажа» (1968), «Хорошие и плохие» (1972), «Поэт и крестьянин — встречи» 1973 на государственных телеканалах RAI собирает миллионы зрителей.
В начале 70-х особого успеха достигает сотрудничество Подзетто в дуэте с актером Энцо Янначчи, в течение которого выходят комедии: «Курица», «Песня», «Умные и…», «Жизнь и еще раз — жизнь». С 1974 года Ренато начинает сольную карьеру, дебютировав в кино фильмом «Офелия» с участием Джованны Ралли. Первая кинопроба становится очень успешной для Подзетто, он становится очень популярным как киноактер-комик. Следующей наиболее известной картиной этих лет стал фильм «О, Серафина!» (1976) с Далилой Ди Ладзаро. Почти с тех пор и до 1994 года актер практически ежегодно снимается в комедиях, в том числе в дуэте с Адриано Челентано.
В 2000 году Ренато снова создает творческий союз с актером «Кокки» Понцони, выпуская на телевидении спектакля «Туман в долине реки По», «Цирк „Zelig“ — мы работаем для нас» и театральные спектакли: «Плавание со слезами на глазах — песни и рассуждения в паре неверных». В 2009 году Подзетто выступает вожаком всенародной кампании по борьбе с курением под названием «Курение убивает: защити себя!».